# Ophiodromus agilis
Ophiodromus agilis är en ringmaskart som först beskrevs av Ehlers 1864.  Ophiodromus agilis ingår i släktet Ophiodromus och familjen Hesionidae. Arten är reproducerande i Sverige. Inga underarter finns listade i Catalogue of Life.